# Fien Germijns
Fien Germijns (Merksem, 4 maart 1995) is een Belgische radiopresentatrice voor radiozender Studio Brussel en televisiepresentatrice bij de VRT.

## Levensloop
Ze studeerde aan het RITCS. In 2015 deed ze mee aan talentenzoektocht Studio Dada, een nachtprogramma georganiseerd door Studio Brussel dat jong radiotalent de kans geeft om door te groeien. Sindsdien werkt ze vast bij de zender en heeft ze al verschillende radioprogramma's gepresenteerd.
Eind 2019 presenteerde ze De Warmste Week samen met Eva De Roo en Joris Brys op Studio Brussel. Sindsdien is ze ieder jaar als presentatrice betrokken bij De Warmste Week.
In tv-seizoen 2020-2021 had ze in Iedereen beroemd de rubriek 'Achterklap' waarin ze de inhoud van de wekelijkse "boekskes" (showbizzmagazines) besprak met onbekende mensen.
Sinds 30 augustus 2021 presenteert ze op Studio Brussel het ochtendblok samen met Thibault Christiaensen. In 2021 maakte ze de podcasts Puur Hypothetisch.
Sinds het voorjaar van 2022 was Germijns op televisie te zien in De dag van vandaag, een quizprogramma op Eén gepresenteerd door Bart Cannaerts. Hierbij rijdt ze naar een willekeurig huis in Vlaanderen om daar eventueel de prijzenpot achter te laten. Sinds de zomer van 2022 presenteert Germijns de quiz Switch.
In het najaar van 2023 nam ze deel aan De Slimste Mens ter Wereld, waar ze met 6 deelnames een plek in de finaleweken kon veroveren. Uiteindelijk strandde ze op de 8ste plaats.
In 2024 won ze de Kastaar! voor mediapersoonlijkheid van 2023.
Eind 2025 stoppen Germijns en Christiaensen met het ochtendblok.

## Televisie
- Kamp Jeroom (2024) - samen met Bart Cannaerts
- The Masked Singer (2024) - als gastspeurder
- Code van Coppens (2024) - als kandidate samen met Bart Cannaerts
- Bake Off-kerstspecial (2023) - als zichzelf
- De Slimste Mens ter Wereld (2023) - als zichzelf
- Thuis (2023) - als klant
- Switch (2022-heden) - als presentatrice
- De dag van vandaag (2022-heden) - als medepresentatrice
- Vrede op Aarde (2022) - als gaste
- Puur Hypothetisch (2021) - als presentatrice